# Duričići
Duričići is een plaats in de gemeente Buzet in de Kroatische provincie Istrië. De plaats telt 4 inwoners (2001).